# Semiothisa sirenata
Semiothisa sirenata là một loài bướm đêm trong họ Geometridae.